# Giuseppe Santonastaso
Giuseppe Santonastaso (Santa Maria Capua Vetere, 19 febbraio 1925 – Benevento, 1º gennaio 2007) è stato un politico e ingegnere italiano, medaglia d'oro della Repubblica Italiana al merito per la Pubblica Istruzione (1969).

## Biografia
Nato il 19 febbraio 1925 a Santa Maria Capua Vetere, Comune della provincia di Caserta.
Si laureò in Ingegneria Elettrotecnica nel 1954 e nel 1960 trovò impiego come Funzionario presso l’Ufficio Provinciale dell’Ente Nazionale Prevenzione Infortuni (ENPI) di Caserta.
Fu Presidente dell’Istituto Professionale di Stato Industria e Artigianato.

### L’amore per la politica
Esponente della Democrazia Cristiana alla quale si iscrisse da giovanissimo diventando, nel 1952, segretario cittadino della sua città.
Aderì inizialmente alla corrente Nuove Cronache di Fanfani. Negli anni successivi si legò alla corrente La Base ideata da Giovanni Marcora, intessendo un duraturo rapporto politico con Ciriaco De Mita, che fu tra i fondatori della corrente basista.
Fu proclamato Sindaco di Santa Maria Capua Vetere dal Consiglio comunale per due consiliature; dal 21 dicembre 1960  al 14 febbraio 1963 e dal 24 gennaio 1967 all’8 febbraio 1968.
Nel 1968 divenne Segretario Provinciale della Democrazia Cristiana.
Nel 1970, alle prime elezioni regionali della Campania, fu eletto al Consiglio Regionale partecipando alle fasi costituenti dello Statuto della Regione Campania.
Nel 1972 venne eletto, per la prima volta, Senatore della Repubblica (VI Legislatura), incarico che ricoprì fino al 1987 (VII, VII e IX Legislatura).
Dal 1987 al 1994 fu Deputato nella X e XI Legislatura.
Ricoprì, diverse volte, l’incarico di sottosegretario di Stato ai Trasporti nel Governo Governo Craxi I (dal 9 agosto 1983 al 1º agosto 1986),  Governo Craxi II (dal 4 agosto 1986 al 17 aprile 1987), Governo Fanfani VI (dal 18 aprile 1987 al 27 luglio 1987), Governo Andreotti VI (dal 26 luglio 1989 al 11 aprile 1991), Governo Andreotti VII (dal 17 aprile 1991 al 27 giugno 1992).
Come politico fu ideatore dell’Ospedale di Arienzo/S.Felice a Cancello/ Valle di Maddaloni, contribuì all’istituzione del Dipartimento di Medicina presso l’Ospedale di Caserta e alla realizzazione del primo tratto della Variante ANAS di collegamento Maddaloni/Caserta/ Capua.

## Riconoscimenti
Nel 2021 il Comune di Caserta ha intitolato una strada, alla memoria del Senatore, nella frazione di San Benedetto.